# Marquesado de Marchelina
El marquesado de Marchelina es un título nobiliario español concedido por la reina Isabel II el 25 de septiembre de 1858 a don Ignacio Romero y Cepeda, Fernández de Landa y Ortiz de Abreu, senador del Reino y maestrante de Sevilla. Natural de Osuna, fue un militar reconocido por acciones de guerra como el sitio y la defensa de Cartagena de Indias, donde fue el último oficial español en entregar dicha plaza al ejército sublevado en honrosas capitulaciones. La denominación del título nobiliario hace referencia a la Hacienda de Marchelina, en el término municipal de Osuna, que era propiedad de la familia.

## Marqueses de Marchelina
- Ignacio Romero y Cepeda, I marqués de Marchelina. Sucedió su hijo
- Alejandro Romero y Cepeda, II marqués de Marchelina. Sucedió su hijo
- Alejandro Romero y Ruiz del Arco, III marqués de Marchelina. Sucedió su hermano
- Ignacio Romero Ruiz del Arco, IV marqués de Marchelina y VIII marqués del Arco Hermoso. Sucedió su hijo
- Ignacio Romero Osborne, V marqués de Marchelina. Sucedió su hijo
- Ignacio Romero de Solís, VI marqués de Marchelina. Sucedió su nieto
- Daniel Romero Delrue, VII y actual marqués de Marchelina.